# Kees Schouhamer Immink
Kornelis Antonie (Kees) Schouhamer Immink (Roterdã, 18 de dezembro de 1946) é um engenheiro eletricista e inventor neerlandês. Co-inventor do compact disc (CD), DVD e disco blu-ray.

## Vida e obra
Immink estudou engenharia elétrica na Universidade Tecnológica de Eindhoven. Em 1985 obteve um doutorado com uma tese sobre teoria de códigos e teoria da informação.
De 1967 a 1998 trabalhou no laboratório de pesquisas da Philips em Eindhoven. É desde sua fundação em 1998 presidente da "Turing Machines Inc." De 1993 a 2014 foi professor visitante do Instituto de Matemática Experimental da Universidade de Duisburg-Essen em Essen. Foi presidente da Audio Engineering Society em 2001–2002.
Immink tem registradas mais de mil patentes internacionais, e mais conhecidas são suas co-invenções do Compact Disc, DVD e Disco blu-ray.
Em 18 de outubro de 2014 foi condecorado com o Prêmio tecnologia da Fundação Eduard Rhein.

## Prêmios e condecorações
- 1996 Membro da Academia Real das Artes e Ciências dos Países Baixos
- 2007 Membro estrangeiro da Academia Nacional de Engenharia dos Estados Unidos
- 2015 Medalha Faraday
- 2017 Medalha de Honra IEEE